# Neptis pryeri
Neptis pryeri là một loài bướm ngày thuộc họ Nymphalidae. Nó được tìm thấy ở Trung Quốc, the châu Án part of Nga, Hàn Quốc và Nhật Bản.
The length of the fore-wings is 21–30 mm. Con trưởng thành bay từ tháng 6 đến tháng 8.
Ấu trùng ăn Spiraea morrisonicola và Spiraea japonica.

## Phụ loài
There are 5 recognised subloài:
- Neptis pryeri pryeri
- Neptis pryeri koreana (Korea)
- Neptis pryeri arboretorum (China)
- Neptis pryeri jucundita (Taiwan)
- Neptis pryeri oberthueri (Western China)

## Hình ảnh

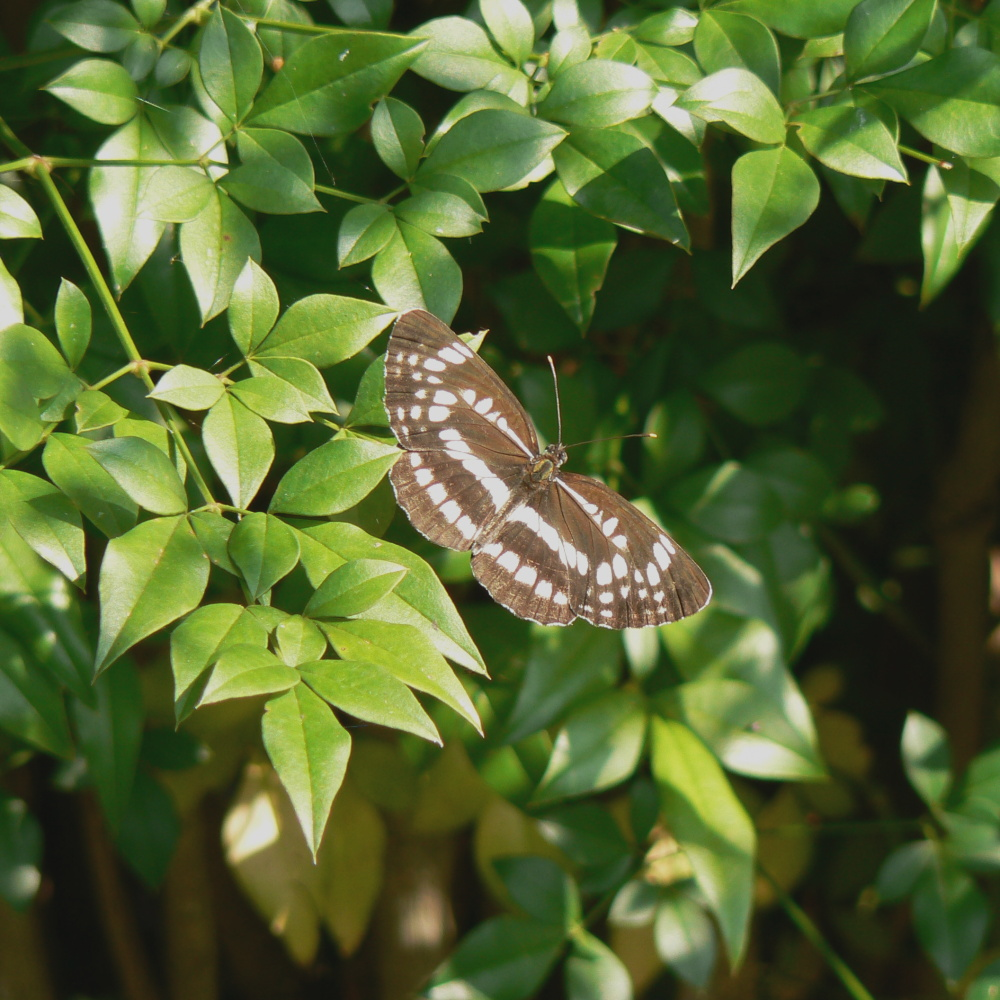
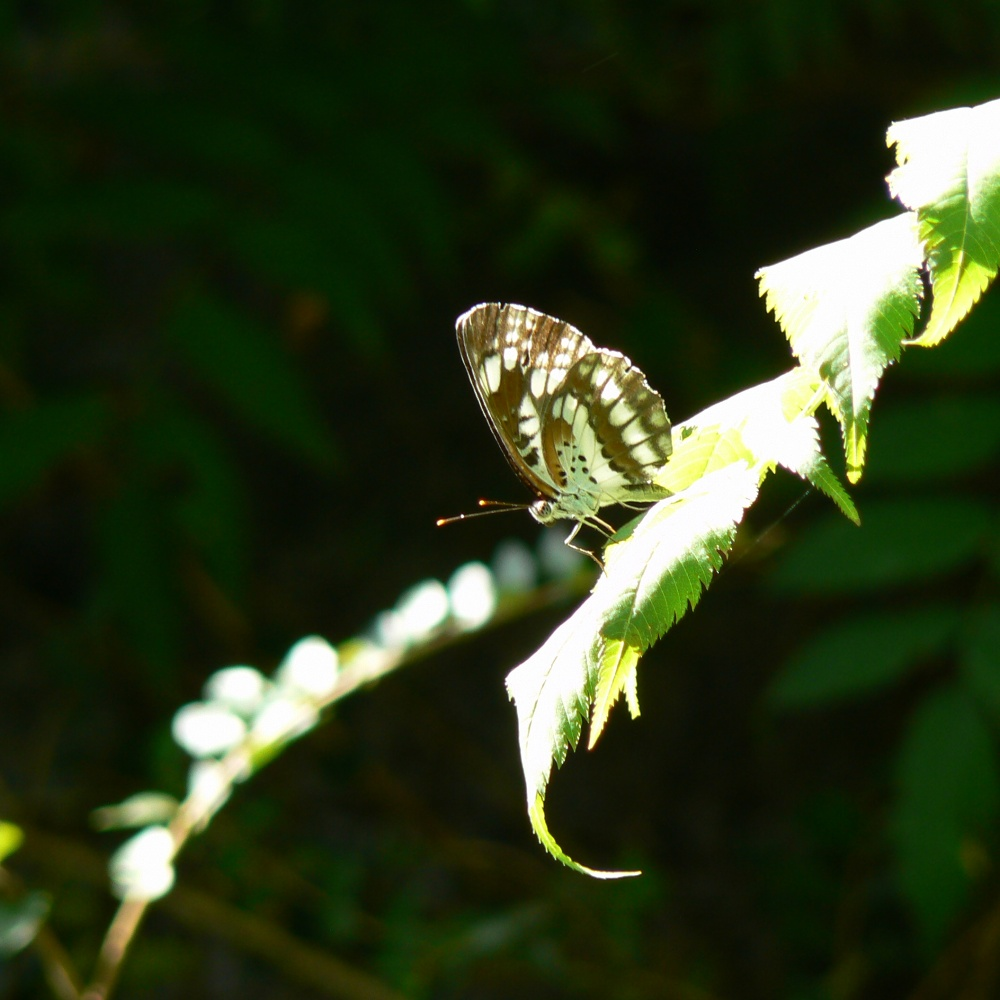